# Tấn Hiến hầu
Tấn Hiến hầu (chữ Hán: 晉獻侯, cai trị: 822 TCN – 812 TCN), tên thật là Cơ Tịch (姬籍), là vị vua thứ tám của nước Tấn - chư hầu nhà Chu trong lịch sử Trung Quốc.
Tấn Hiến hầu là con của Tấn Ly hầu – vua thứ bảy của nước Tấn. Năm 823 TCN, Ly hầu mất, Hiến hầu lên nối ngôi.
Các sự kiện lịch sử trong thời gian ông làm vua không được sử sách đề cập rõ. Năm 812 TCN, Tấn Hiến hầu mất. Ông làm vua tất cả 11 năm. Con ông là Cơ Phế Vương lên nối ngôi, tức là Tấn Mục hầu.